# 月經週期
月經週期，又称作經期、生理期，是人類女性生殖系统中激素、子宫、卵巢上的循环周期变化，发生在其他的哺乳類動物則是經歷動情週期。有性繁殖可能與否和月經週期有著密切的關係。
對人類來說，女性的月經週期一般在28天左右。卵巢周期控制着卵子的产生和释放以及雌激素和孕激素的周期性释放，可以分為濾泡期、排卵期和黃體期。子宫周期控制着子宫内膜接收胚胎的准备和维持，可以分為月经期、增殖期和分泌期。每个周期阶段都由內分泌系統控制，因而也可以使用激素避孕的方法改变月经周期。
人类与其它物种不同，相對於其他雌性動物在排卵期有明顯的外表特徵，排卵期的女性外表变化相当不明顯，一个女人或许会感觉到她的排卵，但是对于其他人来说则是难以识别的，這稱作隱性排卵；这个特点则是具有社会生物学意义的。相反，其它物种通常通过热度来感受信息。类人猿是除人类之外唯一一种拥有隐性排卵的哺乳动物。
月经周期可能会导致一些女性出现经前综合症，其症状包括乳房胀痛和疲劳，症状更严重的可以被归类为经前烦躁症，3-8%的女性会经历这种症状。在月经开始的几天，一些女性会出现经期疼痛，疼痛会从腹部蔓延到背部和大腿上部。

## 周期与阶段
月经周期包括卵巢周期和子宫周期。卵巢周期描述的是卵巢卵泡发生的变化， 而子宫周期描述的是子宫内膜发生的变化。两个周期都可以分为几个阶段。卵巢周期由交替的卵泡期和黄体期组成，子宫周期由月经期、增生期和分泌期组成。 月经周期由大脑中的下丘脑和大脑底部的垂体前叶控制。下丘脑释放促性腺激素释放激素(GnRH)，从而促使附近的垂体前叶释放促卵泡激素(FSH) 和黄体生成激素(LH)。青春期之前，促性腺激素释放激素的释放量较低，且速度较稳定。青春期后，促性腺激素释放激素会大量释放，其频率和幅度决定了垂体产生多少促卵泡激素和黄体生成激素。 
一次完整的月经周期是从一次月经的第一天持续到下一次月经的第一天，具体持续时间因人而异，但平均长度为28天。一个女性的最长周期减去最短周期结果在8天以内的都属于正常现象，长短之差小于4天的女性非常少见，而长短之差在8天至20天则有些适度的反常，长短之差在21天以上的女性则属于严重反常（详见月经不调）。在女性月经周期的开始期和结束期，月经周期往往不太规律。第一个月经周期（称为初潮）平均年龄为12岁，而8岁至16岁初潮均属于正常现象，随后月经周期持续约30-45年 。月经周期于更年期结束，更年期的平均年龄为51岁，通常在45至55岁之间 ，若在35岁之前到来则定义为早衰。遗传、饮食与身体健康等等多方面因素可以使初潮和更年期提前或者延后到来。

### 卵巢周期
在卵泡期间，雌激素的分泌增多使得子宫内膜变厚。在激素的复合影响下，卵巢内的卵泡开始增大，几天之后一个或偶尔两个卵泡开始呈显性状态（非显性状态的卵泡则开始萎缩消退）。显性状态的卵泡则进入排卵期，期间卵泡会释放一个卵子。（受精卵则会成为胚胎，在一周至两周的时间内通过输卵管进入子宫）。而未受精的卵子在排卵开始一天后，开始死亡并被女体吸收。排卵后，残余的显性卵泡则转变成黄体；黄体的首要功能是释放大量的黄体激素（又称孕激素、黄体酮）。在黄体酮的影响下，子宫内膜开始为可能的胚胎做胚胎植入的准备，从而进入妊娠状态。如果两周内胚胎植入没有发生，黄体则会开始死亡，引起急剧的黄体酮、雌激素浓度下降。这种激素浓度下降则会导致子宫内膜脱落，而这个过程就叫做月经来潮。

#### 卵泡期
在濾泡刺激素（又称保卵泡激素，简称FSH）的影响下，五至七个处于第三阶段的卵泡得到了足够的供应，并进入下一个月经周期。这些在经过一系列的卵泡生成程序之后，正处于生命中的黄金时间的卵泡，为了争夺显性的主导地位，开始了彼此之间的竞争。在由黄体刺激素的信号瀑布作用下，这些卵泡开始释放雌二醇，雌二醇则会逐渐抑制脑垂体对濾泡刺激素的分泌。在雌二醇抑制住脑垂体分泌卵泡刺激素的同时，它也给那个已经获得显性地位的卵泡增加了一些濾泡刺激素接收器，使其更加容易的吸收濾泡刺激素。由于濾泡刺激素的供给逐渐减少，非显性地位的卵泡的生长速度也逐渐降低，直至最终死亡，这个过程称为退化。但已经获得了显性地位的卵泡则继续向脑垂体分泌抑制素，进一步打压非显性地位的卵泡。而这个显性卵泡则持续增长，在靠近卵巢表皮的位置形成了一个突起，很快就成为了有能力排卵的卵泡。
而雌二醇，连同卵泡分泌的雌激素一起，开始形成一个新的子宫内膜层，组织学上称为子宫内膜增生。如果受精卵出现，胚胎会自己植入这个舒适的肉器官内。

#### 排卵

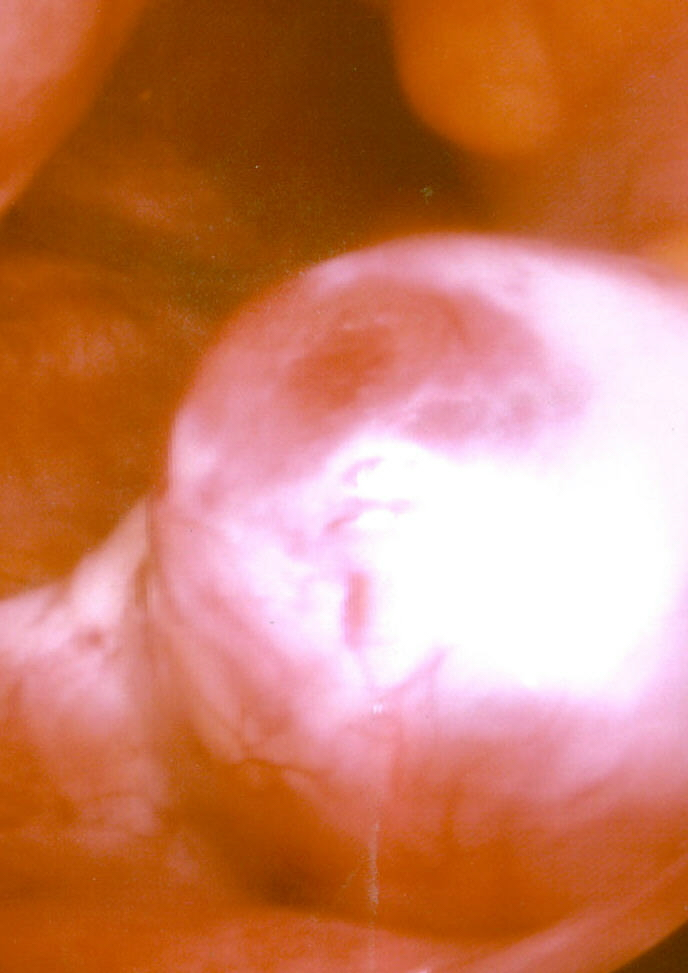
排卵中的卵巢

卵子成熟后，开始大量的分泌雌二醇，从而引起脑垂体剧烈的释放黄体刺激素。这个释放现象平均发生在月经开始的第12天，会持续大约48小时的时间。黄体刺激素的释放使卵子成熟，开始削弱卵巢中的卵泡膜。这个过程的结果就是排卵：释放成熟期的卵子（卵子是人体内最大的细胞，直径大约0.1毫米）。排卵日的推算，約為月經週期天數減14天，如週期天數為28天，排卵日為第14天，而週期天數為30天，排卵日為第16天。至于哪边的卵巢——左或是右——排卵本质上是随机的；目前还未发现左右卵巢同时排卵的现象。输卵管的作用是捕获卵子，并且提供一个受精的场所。在排卵期，子宫颈分泌的粘液会变得更加清亮、粘滑和稀薄，一旦发生了这样的转变，子宫颈的黏液拴会变得更加容易被精子穿透，这也是一个测试女性是否排卵的办法之一。在排卵期时经历的特有痛苦称为经间痛，会持续几个小时。一些女性在排卵期时，激素的突然转换也会导致轻微的月经中期出血。未受精卵会最终分裂或者融入于子宫中。科学研究证明，女性在排卵时嗅敏度，也就是嗅觉相当卓越。

#### 黄体期
黄体是卵泡在排卵后持续生长分裂最终在卵巢中形成的一种固体物质。排卵期后，残余的卵泡在脑垂体的帮助下转换成了黄体。而黄体除了延续卵泡分泌雌激素的性质之外，还会在接下来的大约两周内分泌黄体酮。黄体酮将增殖型子宫内膜转换成可接受胚胎植入的分泌型子宫内膜，并会将基础体温提升四分之一到二分之一摄氏度（二分之一到一华氏度），这样当女性在测量每天的体温时就能了解她们是否已经进入了黄体期。如果卵子受精了，受精卵就会像个胚泡一样经由输卵管到达子宫腔，并在排卵后的6-12天内持续向子宫腔内灌输。在胚胎植入之后，生长中的胚胎会向母体系统发送信息，通知母体系统它的存在。最早期的信息由人绒毛膜促性腺激素（hCG）组成，医学上的验孕就可以探测到这种激素。这个信号就会维持黄体持续分泌黄体酮。但如果当时没有受孕或者没有hCG的存在，黄体就会死亡并停止分泌黄体酮。黄体酮的浓度降低则为下一个月经周期做好了准备条件。黄体酮的收回则会导致子宫内膜的脱落出血（稱為黄体酮缩退性出血），并向脑垂体发送信息，卵泡刺激素的浓度随之提升，产生新一批的卵泡。

### 月经周期

#### 月经期
月经（也称为月经出血、月经或月经）是子宫周期的第一个也是最明显的阶段，首次发生在青春期。月经来潮是女性尚未受孕的标誌（有时怀孕早期也会出现月经出血）。在生殖期间，月经来潮期间未出血意味着女性已经受孕。当预期的月经来潮没有到来时，一个女人或许能说她的“月经来晚了”，但也或许她已经受孕。
月经正常表示着持续几天的月经来潮（通常是3-5天，但2-7也是被普遍接受的）。月经来潮时平均的血液流失为35毫升，同时10-80毫升也属于正常现象。一些女性还发现她们在月经来潮期间会出现子宫内膜成组织状混着血液流出的现象，这也是正常的。子宫内膜中的血纤维蛋白溶酶趋向于抑制血液凝结。由于血液的流失，为了避免缺铁，女性对饮食中的含铁量需求较男性为高。随着经历过子宫痉挛的症状的女性的增多（严重的子宫痉挛或者其他症状称为經痛），一个为女性提供月经期间的相关卫生用品的行业发展了起来，這些產品包括衛生棉、衛生棉條等。在共同居住的女性之间，月经来潮可能会趋向于些许同步，被稱作「麦克林托克效应」（McClintock effect），初步发现于1971年，在1998年信息素的作用下获得验证，可是后来的调查仍然将这个结果归类于怀疑中。

#### 增殖期

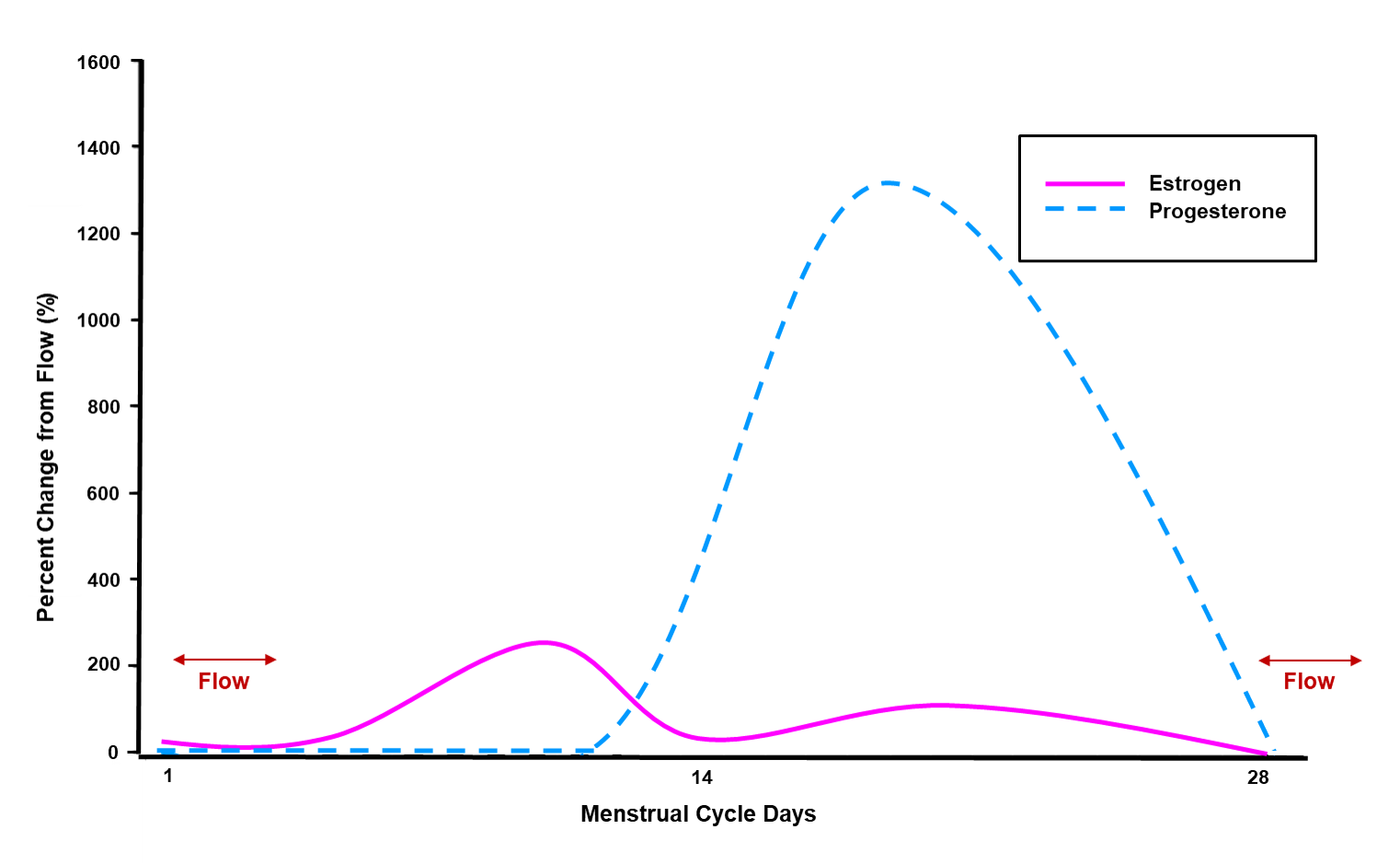
在月经周期中，雌二醇（一种雌激素）浓度水平会变化200%；孕酮浓度水平差异超过1200％。

增殖期是子宫周期的第二阶段，此时雌激素促使子宫内膜生长和增生。 卵泡期后期与子宫周期的增生期重合。 随着卵泡的成熟，它们会分泌越来越多的雌二醇（一种雌激素）。雌激素会通过螺旋动脉促进新一层子宫内膜的形成。 
随着雌激素水平的升高，宫颈细胞会产生一种宫颈粘液，这种粘液的pH值较高，粘度也比平常低，对精子更为有利。 这会增加受精的机会，受精发生在第11天到第14天左右。宫颈粘液类似于生蛋清的阴道分泌物，对于具有生育意识的女性来说，这是即将排卵的信号， 但这并不意味着一定会排卵。 

## 激素控制
极度错综复杂的内分泌系统控制着月经。许多年来，研究员们一直在就最终的控制器官是哪个争论不休：下丘脑、脑垂体还是连同卵泡在内的卵巢；但是这三个系统之间却又互相影响。但无论在任何一个假设中，卵泡都占有一个必不可少的地位：它使子宫内膜成熟，提供适当的回馈给下丘脑和脑垂体，调节子宫颈分泌的粘液。

### 性腺
在调节月经周期中占主导地位的两个性激素是雌二醇和黄体酮。
- 雌二醇前后两次到达浓度最高峰：卵泡生长时和黄体期时。
- 黄体实质上在排卵前并没有出现（但黃體酮有，只是量較黃體期時低）。黃體酮在黄体期时和怀孕时占主导地位。很多排卵测试就是针对黄体酮存在状态的测试。

排卵之后产生的黄体——由卵巢内残留的卵泡转变而成——分泌雌二醇和黄体酮两种激素。唯有在怀孕之后，雌二醇和黄体酮被分泌的目的才会转变成了中断月经。反常的急速调节导致月经紊乱。

### 下丘脑和脑垂体
脑垂体调节的性激素，其中濾泡刺激素和黃體成長激素占主导地位：
- 濾泡刺激素刺激卵巢中不成熟的卵泡生长。
- 黃體成長激素引发排卵。

下丘脑中的促性腺激素释放激素（GnRH）调节脑垂体，另外下丘脑和脑垂体都会受到来自卵泡的回馈。

### 神经系统上的循环效应
有神经疾病的女性会在每个月固定的时间内经历一段神经活跃期。百分之八十的癫痫病女性患者会在雌激素浓度增加、与黄体酮浓度下降的周期间癫痫发作频率增高。神经元γ-氨基丁酸受体浓度图中△值增高。当这些γ-氨基丁酸受体被抑制时，△接收器低的神经元比△接收器高的神经元容易兴奋。在部分鼠类发情周期间，当雌激素浓度比黄体酮浓度低时，△接收器数量减少，神经元活跃性增高，焦虑和痉挛敏感度增高。

## 與受孕的關係
卵泡期的长度——还有随后发生的整个月经期的长度——会有大幅度的差异。但是黄体期的周期时常对每个女性而言几乎是固定的：一些女性会有10天的固定黄体期，而另一些则会有16天。而平均值则是14天。精子平均会在女体内生存3天左右，正常情况下最高不会超过5天。目前在这方面的世界纪录是8天。女性的可孕期（也就是从性交中受孕的几率最高的时候）包括排卵前5天至排卵后2天。对于占据平均月经周期28天中14天的黄体期而言，女性的可孕期大约会发生在月经第二周和第三周初。用于节育的自然避孕法（又称“计算排卵表法”或“生理规律法”）是一种用于推斷排卵时间的方法，从而得知可孕期和不孕期的日子。
不少人誤解月经和排卵日子的推算方法，以為月经周期恆為28天，而排卵總在第14天左右。这个誤解很大几率会导致意外怀孕。所謂28天只是平均值，同一人也會因時而異，而排卵日則是下次月經來潮前的第14天，因此難以單靠數日子來確定。也请注意不是每一次阴道出血都算月经来潮，以免错算可孕期的日子。
如果一个女人希望怀孕，最易受孕时期是在月经来潮前的10至19天。不少人会使用排卵探测工具来量度子宫中黄体刺激素的浓度，从而获知最容易受孕的时间。其他的排卵探测系统则依靠于三个首要的受孕标记之一（基体温度，子宫颈液体浓度和子宫颈的位置）。

## 避孕和月经来潮

### 激素选择
雌激素与类黄体酮激素组成了大多数口服避孕药的主要成分。其特点是引起表面上的月出血来模拟月经，而且抑制排卵。大多数避孕药说明上都写着用21天的激素药片，再用7天的无功能安慰药片或者什么都不用，然后再接着21天的激素药片，以此类推。那七天的安慰药片导致了缩退性出血的出现，模拟了月经来潮；但这不是月经来潮，如果跳过7天的安慰期，直接进入下一个21天的激素期也许能压制住它。（药片有两种主要版本：单相和三相，单相避孕药是指含单一剂量的雌激素和黄体酮的制剂，而三相避孕药含三个不同剂量的雌激素和黄体酮。对于三相来说，跳过安慰期直接进入下一个激素极可能会使女人患突破性出血）。经2003年美国食品药品监督管理局验证，低剂量的单相口服避孕药会导致每三个月一次的缩退性出血。另外还有一种版本的药片叫做复方醋酸炔诺酮或雌二醇片加富马酸亚铁片（Loestrin 24 Fe），这种药片将安慰期缩短到了四天，（并且在安慰期间服药的药片中补充了女体因为出血所流失的鐵質）；而另外三天的安慰药片则由激素药片取代。已达到缩短周期的目的。而Mircette则在激素期中增加了几天的雌激素药片，而不是較常見的雌激素与类黄体酮激素组合，這是为了避免安慰期中女性雌激素供给不足的现象发生。
其他类型的用于影响月经初潮的避孕药包括NuvaRing的阴道避孕环和穿透皮肤药贴（与其他药片不同之处在于，穿透皮肤药贴每贴可使用一周，每月更换或使用三次，第四周不贴片）、还有避孕针（避孕针打一次就可以连续3个月避孕）。

### 对月经初潮的影响
此类方法都是为调节月经出血所设计的。因此，它们被希望改变自己的月经周期时间的女性所钟爱，而且这些非常方便使用，也为那些身体不方便的女性提供了便利。激素避孕法也可用于治疗月经疼痛，经血过多等等各种各样令人烦恼的问题。但有可能導致無法控制的大出血。

### 支配性和灵活性的避孕方法
日常的激素管理法，包括避孕药、阴道避孕环和避孕贴，不需要总是按照日程来吃。它们的用法可以按照个人的需求、喜好（外出旅行和考试、游泳、性生活、结婚等等）与健康条件（疼痛周期或者对急速波动的敏感度）来随时改变。同样，如果突然中止使用也会导致不良后果。

### 其他的避孕方法
大多数的宫内节育器并不是为影响月经来潮或者突破性出血所设计的，这种工具可逆性强，取出后立即可以恢复生育，但由于这是直接放置在子宫内的仪器，也会有放置后宫内剧烈疼痛，或者难以移动等等不良反应。日本的蜜蕊娜宫内节育器（Mirena）会长期释放小量的类黄体酮激素，有时会导致月经停止。输卵管绝育术不会影响月经来潮，不过如果选择同时执行的子宫内膜切除会导致月经来潮的中止。子宫切除就必须将整个子宫，有时连输卵管、卵巢、子宫颈一并切除，这是最有效最彻底的绝育方法。自然避孕法（又称“计算排卵表法”或“生理规律法”）并不直接影响周期变化，而是通过一系列的观察计算得出每个周期准确的时间，从而方便女性调节自己的性生活。

## 月经不调

### 排卵中止
显然正常的月经出血无论排卵有无都会发生（无排卵周期）。在一些女性之间，卵泡发展可以开始但却无法完成；但是雌激素仍然会由卵泡分泌，在高浓度的雌激素长期作用下，可造成子宫内膜过度增厚，以至于不同程度的增生。当子宫内膜增厚到血管所不能维持时，便会出现局部的脱落出血现象，当膜再度增厚到原先的范围，就会再度脱落出血，叫做雌激素突破性出血，出血量不多，但是淋漓不净，长期下去只会使子宫内膜越来越脆弱。另一种无卵性出血则是由于卵泡分泌的雌激素变异性太大，高浓度的雌激素發送负回馈给脑垂体，使脑垂体分泌卵泡刺激素降低，进而降低雌激素的分泌，然而由于卵泡没有转变成黄体，接下来的雌激素无法持续供应，导致子宫内膜脱落出血，被称为雌激素缩退性出血。
无卵形出血通常是无规律的，容易发生在更年早期，和有多囊卵巢症候群的女性人群中。

### 经血量不正常
突发性流量泛滥或者出血量超过80毫升（经血过多）为非正常现象。出血量过少（少于10毫升）被称作「经血过少」。长时间不断的出血被称作功能「失调性子宫出血」（简称功血，DUB）。病因是内分泌系统功能障碍导致的月经不调，其中无排卵性功血比较常见。所有的月经不调都均须医生诊疗，可显示为激素失衡、子宫肌瘤或其他疾病。考虑到怀孕患者也可能出血，验孕测试也成为了评估出血失常的重要环节之一。

### 周期时间
医学术语将周期时间小于或等于21天的现象称作「月经频繁」，另一方面，也将周期时间等于或超过40天的现象称作「月经稀发」（而超过90天的则为「闭经」）。

### 闭经
少女超过11岁还未初潮、或女性生殖年间有过正常月经，但突然停经三个月以上，都叫做闭经。比方说，身体脂肪比例过低的女性（比如运动员以及因營養不良而過瘦者），影响了卵巢的正常生理功能，容易发生闭经。

### 初潮过早
早熟性青春期这种状况会导致女孩在10歲前就来了初潮，主要原因在于内分泌系统发育过早。

## 月经和月亮
不少传统资料认同月经周期与月亮周期相似。资料上标明女性月经在新月的时候来潮，在满月的时候排卵。尽管没有什么科学依据，或许问题就在于对于现今的都市女性来说，月亮不再是她们夜间的唯一光源。迹象表明夜间工作的女性和夜间生活在强光下的女性最容易经历月经不调。以上这个例子表明光韵对于生理激素（包括月经）有影响。
而月经这个词的来源也和月亮息息相关。中国《黄帝内经》首先称之为月事，“三旬一下”。李时珍在《本草纲目》提到妇女“其血上应太阴（月亮），下应海潮。月有盈亏，潮有朝夕，月事一月一行，与之相符，故谓之月水、月信、月经。经者，常候也。”现代医学研究证明，正常的月经周期为28天左右，而事实上月球绕地球一周也确实需要27.32天。而两个新月之间的间隔，也就是太阴月，是29.53天。德国的妇科专家在对上万名妇女的月经周期做了调查后发现，妇女在满月夜晚月经来潮，出血量可能成倍增加，在月亏夜晚月经来潮，出血量就比较少。
路易斯·蕾丝在1975年出版的一本书中提到，她和她的27个朋友有一个经历，她们发现，夜间的照明设备会对人类月经，和老鼠的发情周期产生影响（在夜间没有照明设备的情况下则不然）。一位作者提出月经周期对夜晚的感光性是由维他命和矿物质的营养缺乏引起的。
其他学者通过调查，发现月运周期与人类之外的其他动物的月经周期根本不同步，从而揭示称这是巧合。

## 月经与文化

### 俗名
在台湾，MC在口语中会作为Menstrual cycle的简称来指代月经；在香港則常用M到表示月經來潮。也有人用「女孩子時間」、「紅燈亮了」、「小紅來了」、「大姨媽到」、「姨媽到」、「親戚到」、「好朋友來」、「那個來」借指月經來潮，其中小紅、大姨媽、姨媽、親戚、紅燈、那個都暗指經血。

### 密契主义
某些密契主义者认为月经是和月亮的消长相结合的。
在这种月神信仰或占星术的精神下，有的人称月经为“月亮时间”。某些古老的观点则将月经视为身体的净化（类似所谓的放血）。

## 哺乳动物的動情週期
哺乳动物的相似周期称为動情週期，发情周期是指雌性哺乳类动物因激素变化形成的生殖周期，它和灵长类的月经不同，前者只有在怀孕和疾病情况下才会停止，否则会终身重复出现，而后者则到绝经期为止。同时，前者只有在動情周期间才可以交配。在这期间，即将来临的排卵通过信息素被雄性动物捕捉到。如果受精行为并未发生，子宫就会自动吸收掉子宫内膜：月经出血便不会发生。在一些动物之间，比方说家养猫狗，也会在发情的时候轻量出血。发情周期的阶段与月经周期的卵泡期相似，但却没有月经来潮。灵长类动物间，周期变化由最短的大猩猩（29天一周期），到最长的黑猩猩（37天一周期）。